# La Pavoni
La Pavoni S.p.A. is een Italiaanse fabrikant van koffiemachines. Het bedrijf werd in 1905 gesticht door Desiderio Pavoni in een pand aan de Via Parini in Milaan. La Pavoni is de eerste commerciële fabrikant van espressomachines.

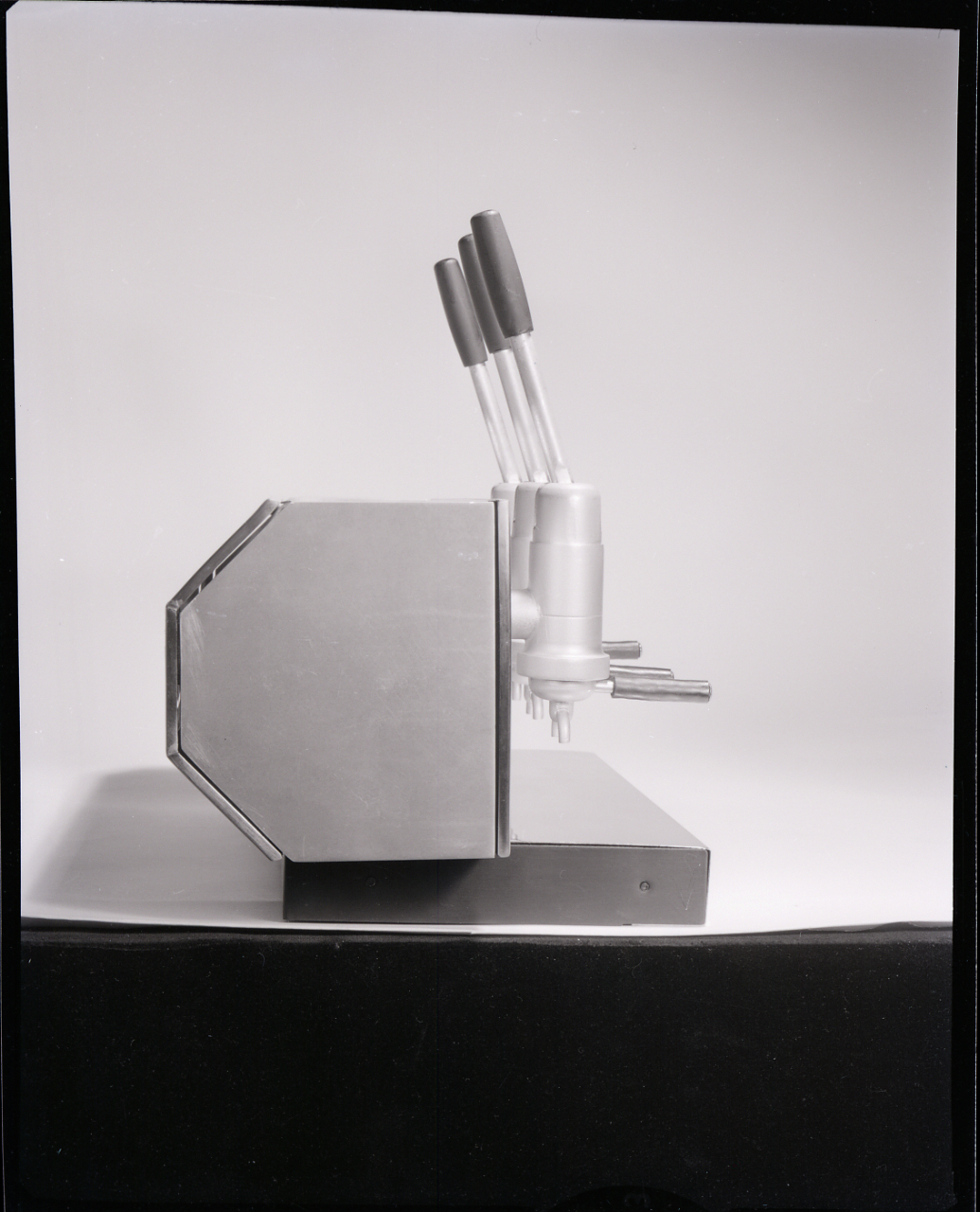
Koffiemachine Brasilia, 1961, door Alberto Rosselli and Angelo Tito Anselmi. Photo door Paolo Monti, 1975.

## Geschiedenis
De uitvinding van de espressomachine is gepatenteerd door Luigi Bezzera op 19 september 1903. Hij bouwde de eerste espressomachine voor een café genaamd "Ideale" in Milaan. Bezzera had echter geen middelen om de machine grootschalig te produceren en daar bood Desiderio Pavoni uitkomst.
De eerste espressomachine was een boiler op een gasring met daaraan één tot vier pistons waarin gemalen koffie werd gedaan. Onder een druk van anderhalve bar werd zo heet water door het piston met de koffie geperst zodat er binnen een minuut een kop koffie werd bereid. Omdat koffie boven 90 graden verbrandt, had deze koffie een zeer bittere smaak.
Om het probleem van de verbrande koffie te verhelpen introduceerde La Pavoni een systeem waarbij de nu elektrische boiler op een lagere temperatuur werkt. Hierdoor wordt ook de druk waarmee het water door de koffie wordt geperst verlaagd. Om dit te compenseren wordt het water met behulp van een hendel door de koffie geperst. Dit systeem wordt nog steeds door La Pavoni geproduceerd, hoewel ook modernere oplossingen met een elektrische pomp verkrijgbaar zijn.